# ایور کمبل
ایور کمبل (انگلیسی: Ivor Campbell; ۱۱ ژانویهٔ ۱۸۹۸ – ۱ سپتامبر ۱۹۷۱) قایقران روئینگ اهل کانادا بود.